# Ден на свети Три светители
Денят на свети Три светители е християнски празник, отбелязван на 30 януари от Православната църква и Източнокатолическите църкви в памет на Василий Велики, Григорий Богослов и Йоан Златоуст. Тримата са влиятелни епископи на ранната църква и играят важна роля за оформянето на християнското богословие.
Историята на празника датира от времето на управлението на византийския император Алексий I Комнин, когато в Константинопол във връзка с учението на Василий Врач възниква спор за първенството между Отците на църквата.
В българския фолклор е регистрирано вярването, че тримата светци са три стълба, на които се крепи земята, поради което на някои места празникът е наричан Тристопци.

## Храмове в България, посветени на свети Три светители
В България има няколко храма, посветени на свети Три светители:
- Параклис „Свети Три светители“ - един от над 50-те параклиса[3] в Асеновград. Построен е през 1998 година. Намира се между крайната югоизточна част на местност „Параколово“ и язовир „40-те извора“[4]. Принадлежи на Пловдивска епархия на Българската православна църква;
- Черква „Свети Три светители“ - намира се в Горна Оряховица. Построена е през 2012 година[5]. Принадлежи на Великотърновска епархия на БПЦ;
- Параклис „Свети Три светители“ - намира се в село Искра, община Първомай. Храмът принадлежи на Пловдивска епархия на БПЦ;
- Орландовски манастир „Свети Три светители“ - намира се квартал „Орландовци“ на град София. Днес манастирът е периодично действащ. Принадлежи на Софийска епархия на БПЦ[6];
- Чепински манастир „Свети Три светители“ - намира се в село Чепинци, район „Нови Искър“ на Столична община. Днес манастирът е действащ, женски.[7] Принадлежи на Софийска епархия на БПЦ;
- Черква „Свети Три светители“ - намира се в град Шумен. Построена е през 1857 година. Принадлежи на Варненската и Великопреславска епархия на БПЦ.